# Jiří Zedníček
Jiří Zedníček (Praga, 14 febbraio 1945) è un ex cestista cecoslovacco.

## Carriera
Con la Cecoslovacchia ha disputato i Giochi olimpici di Monaco 1972, due edizioni dei Campionati mondiali (1970, 1974) e cinque dei Campionati europei (1965, 1967, 1969, 1971, 1973).

## Palmarès
- Campionato cecoslovacco: 6

Slavia VŠ Praga: 1964-65, 1965-66, 1968-69, 1969-70, 1970-71, 1973-74
- Coppa delle Coppe: 1

Slavia VŠ Praga: 1968-69